# 自由之翼 (歌曲)
《自由之翼》（英語：Bird Set Free）是歌手希雅的一首歌曲，出自其第7张专辑《超有戏》。

## 背景
希雅在接受《滚石杂志》的访问时说这首歌原是创作给《完美音调2》唱片，但是拒绝这首歌而使用了《Flashlight》作为插曲。之后她给了蕾哈娜，但是遭到拒绝。在之后给了愛黛儿，她一开始选择录制但最后还是给回了富勒。

## 词曲
《自由之翼》以F小調写成。

## 推广
2015年11月7日，希雅在《週六夜现场》表演《自由之翼》和《我活著》。

## 榜单成绩
| 排行榜（2015年至16年）           | 最高 排名 |
| -------------------------------- | --------- |
| 澳洲（澳大利亞唱片業協會單曲榜） | 36        |
| 加拿大（Canadian Hot 100）       | 98        |
| 捷克（百強數位單曲榜）           | 69        |
| 法国（法國唱片出版業公會單曲榜） | 49        |
| 紐西蘭（新西兰唱片音乐协会）     | 9         |
| 斯洛伐克（百強數位單曲榜）       | 65        |
| 瑞士（瑞士热门音乐榜）           | 69        |
| 英國（官方榜单公司單曲榜）       | 92        |